# Mounassou
Le mounassou ou milhassou est une spécialité culinaire du département de la Corrèze (France).

## Étymologie
Millas vient de millet, graine utilisée avant que ne lui succède le maïs venu d’Amérique. En occitan, le maïs prend souvent le nom du millet : milh, d’où le milhas ou milhade. Le millas est également appelé « millassou » (« millassous » ou « millassons »). Millassou s’applique de préférence aux versions sucrées (gâteaux). Selon Mistral, le « mihas », « milhas » (Gascogne, Languedoc), « milhard » (Auvergne), « melhas » ou « melha » (Vivarais), est une « bouillie de farine de maïs, mets fort usité chez les paysans de l’Albigeois ».

## Variétés salée et sucrée
Le mounassou est initialement un gâteau à base de pommes de terre, de crème, de porc et d'échalotes.
Cette préparation a des variantes sucrées plus spécifiquement dénommées milhassou ou millassou. Elles sont élaborées à base de farine de maïs, d'œufs, de lait, de sucre et de fruits. Parmi celles-ci existe le milhassou à la pomme du Limousin, le millassou aux fruits rouges  (cassis, myrtilles, mûres) ou le millassou au potiron.

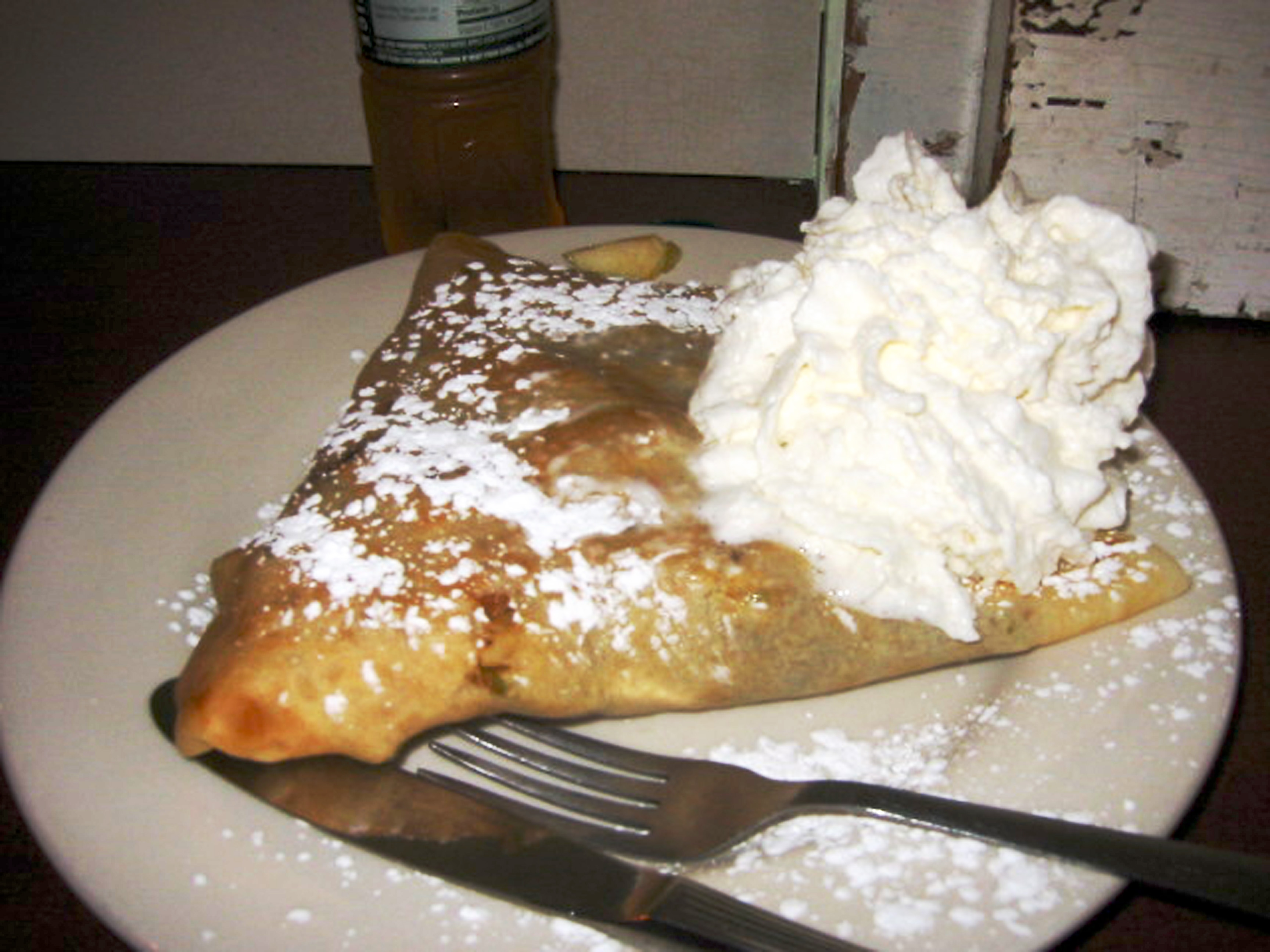
Millassou aux pommes
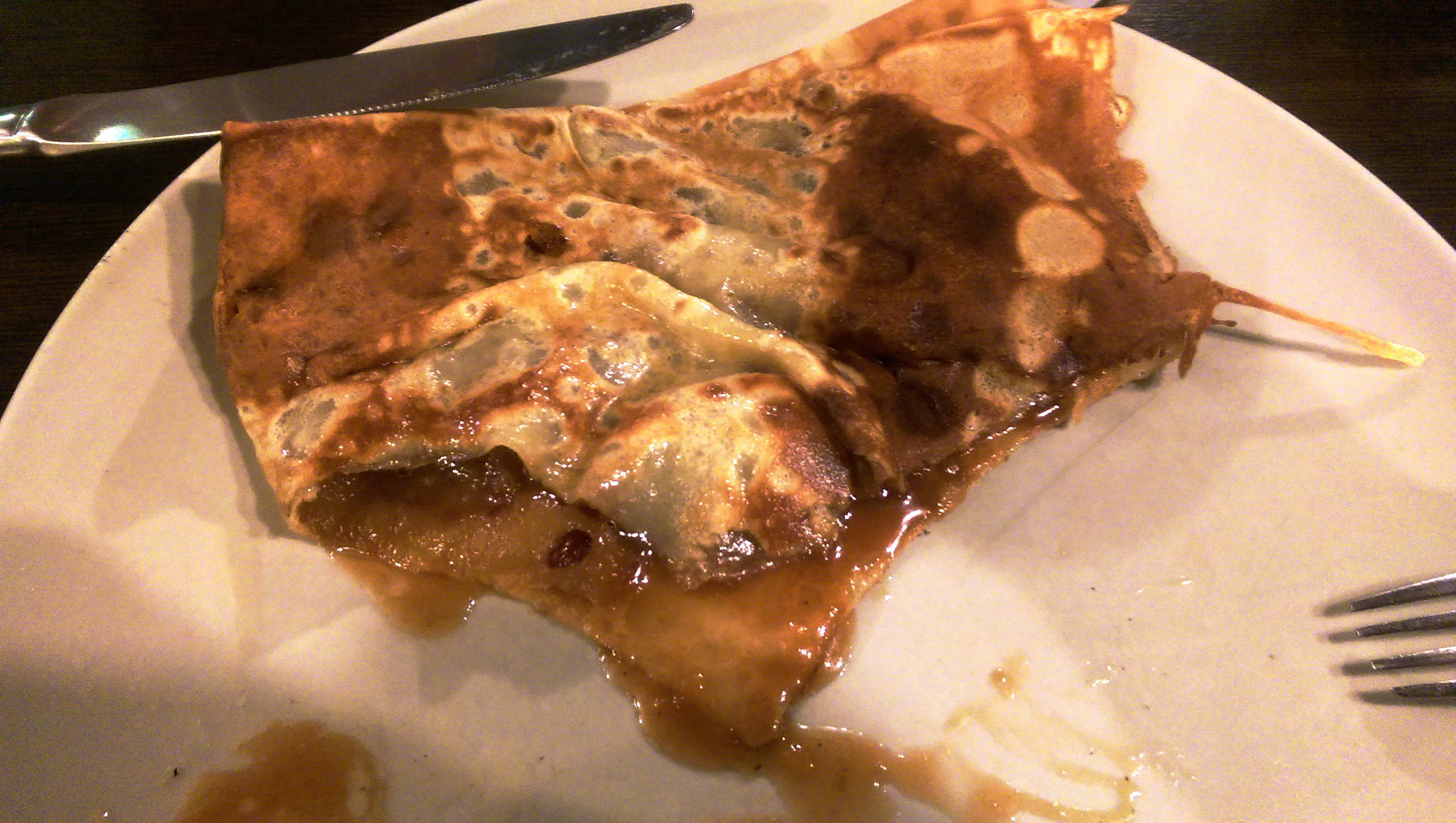
Millassou aux pommes reinettes

## Accord mets/vin
Avec le millassou s'impose un vin blanc sec effervescent comme la Blanquette de Limoux ou un Crémant de Limoux ou bien une Clairette de Die, un Vouvray ainsi qu'un Champagne.